# Selección de rugby de Bélgica
La selección de rugby de Bélgica es el equipo que representa a ese país en las competiciones oficiales de rugby,  generalmente se encuentra clasificada entre los puestos 20 y 30 del ranking de selecciones de la World Rugby.

## Estadísticas
A continuación, una tabla resumen los resultados de los test matches del XV de Bélgica a fecha 2 de julio de 2022.
| Oponente               | Jugados | Ganados | Perdidos | Empatados | % de victorias |
| ---------------------- | ------- | ------- | -------- | --------- | -------------- |
| Armenia                | 1       | 0       | 1        | 0         | 0.0            |
| Alemania               | 31      | 10      | 20       | 1         | 32.2           |
| Brasil                 | 1       | 0       | 1        | 0         | 0.0            |
| Canadá                 | 3       | 0       | 3        | 0         | 0.0            |
| Croacia                | 4       | 2       | 2        | 0         | 50.0           |
| Dinamarca              | 8       | 6       | 1        | 1         | 75.0           |
| Emiratos Árabes Unidos | 1       | 1       | 0        | 0         | 100.0          |
| Eslovenia              | 3       | 2       | 1        | 0         | 66.6           |
| España                 | 18      | 2       | 15       | 1         | 11.1           |
| Fiyi                   | 1       | 0       | 1        | 0         | 0.0            |
| Georgia                | 6       | 0       | 6        | 0         | 0.0            |
| Hong Kong              | 4       | 1       | 3        | 0         | 25.0           |
| Italia                 | 2       | 0       | 2        | 0         | 0.0            |
| Letonia                | 1       | 1       | 1        | 0         | 50.0           |
| Lituania               | 3       | 3       | 0        | 0         | 100.0          |
| Luxemburgo             | 4       | 4       | 0        | 0         | 100.0          |
| Malta                  | 2       | 2       | 0        | 0         | 100.0          |
| Moldavia               | 9       | 7       | 2        | 0         | 77.7           |
| Mónaco                 | 1       | 1       | 0        | 0         | 100.0          |
| Marruecos              | 8       | 1       | 7        | 0         | 12.0           |
| Países Bajos           | 51      | 28      | 19       | 4         | 54.9           |
| Polonia                | 14      | 5       | 8        | 1         | 35.7           |
| Portugal               | 15      | 3       | 10       | 2         | 20.0           |
| República Checa        | 13      | 5       | 7        | 1         | 38.4           |
| Rumania                | 8       | 0       | 8        | 0         | 0.0            |
| Rusia                  | 8       | 1       | 7        | 0         | 12.5           |
| Samoa                  | 1       | 0       | 1        | 0         | 0.0            |
| Serbia                 | 9       | 8       | 1        | 0         | 88.8           |
| Suecia                 | 14      | 10      | 4        | 0         | 71.4           |
| Suiza                  | 12      | 8       | 4        | 0         | 66.6           |
| Túnez                  | 9       | 3       | 5        | 1         | 33.3           |
| Ucrania                | 8       | 4       | 4        | 0         | 50.0           |
| Uruguay                | 1       | 0       | 1        | 0         | 0.0            |
| Zimbabue               | 1       | 1       | 0        | 0         | 100.0%         |
| Total                  | 277     | 119     | 146      | 12        | 42.96          |

## Palmarés
- Cup of Nations (1): 2012
- Rugby Europe Trophy (1): 2021-22
- European Nations Cup Division 1B (3): 2010-11, 2011-12, 2014-15
- FIRA Nations Cup - División 3 (1): 1976-77

## Participación en copas
| - No ha clasificado - REC 2017: 6º puesto - REC 2018: 4º puesto - REC 2019: 5º puesto - REC 2020: 6º puesto - REC 2023: 7º puesto - REC 2024: 7° puesto - REC 2025: 5º puesto | - ENC 2013: 5º puesto - ENC 2014: 6º puesto - ENC 2014-15 1º puesto - ENC 2015-16: 1º puesto - RE Trophy 2021-22: Campeón - Tour de Túnez 2013: ganó (1 - 0) - Tour a Hong Kong 2013: perdió (2 - 0) - Cup of Nations 2012: Campeón invicto |